# Guadalupe Grande Aguirre
Guadalupe Grande Aguirre (Chamberí, Madrid, 30 de maig de 1965 - Madrid, 2 de gener de 2021) fou una poeta, assagista i crítica espanyola.
Nascuda al barri de Chamberi, on va residir tota la seva vida, va créixer i madurar en el cor de la literatura, especialment de la poesia. Era filla del poeta Félix Grande Lara, Premi Nacional de Poesia i també Premi Nacional de les Lletres Espanyoles mort el 2014, i de Francisca Aguirre Benito, també poeta, morta el 2019. El seu avi, fou el pintor Lorenzo Aguirre, ajusticiat a la presó de Porlier en el Madrid de 1942. Els seus pares eren amfitrions de gran part dels escriptors que, a finals dels seixanta i durant la dècada posterior, arribaven d'Amèrica Llatina sota l'aura del "boom", o des de l'Espanya perifèrica a buscar la glòria a la ciutat de Madrid. Llicenciada en Antropologia social per la Universitat Complutense de Madrid, des de molt jove va començar a escriure poesia, a participar en tertúlies, a llegir tota aquella poesia que arribava a les seves mans.
Guadalupe deixa una obra essencial en la poesia espanyola contemporània, amb obres com El libro de Lilit (1995), premiat amb el Premi Rafael Alberti, La llave de niebla (2003), Mapas de cera (2006) i Hotel para erizos (2010).
Al costat de Juan Carlos Mestre va realitzar la selecció i traducció de La aldea de sal, antologia del poeta brasiler Lêdo Ivo. Com a crítica literària va col·laborar des de 1989 en diversos diaris i revistes culturals, com El Mundo, El Independiente, Quadernos Hispanoamericanos, Cuadernos Hispanoamericanos, El Urogallo o Reseña. El 2008 va obtenir la Beca Valle-Inclán per a la creació literària en la Reial Acadèmia d'Espanya a Roma. En l'àmbit de l'edició i la gestió cultural va treballar en diverses institucions com els Cursos d'Estiu de la Universitat Complutense de Madrid, la Casa de América i el Teatro Real. També va experimentar amb la fotografia i el collage. En els seus últims anys va ser responsable de l'activitat poètica de la Universitat Popular José Hierro, a San Sebastián de los Reyes.
El 2 de gener de 2021 va morir a l'Hospital Clínic San Carlos de Madrid.